# Tudor City
Tudor City est un complexe résidentiel, et par extension un quartier de l'arrondissement de Manhattan, à New York. Il est bordé par la 40e rue au sud, la Première Avenue à l'est, la Deuxième Avenue à l'ouest et la 43e rue au nord.
Au cours des années 1920, le complexe fut construit en faveur des classes moyennes qui commençaient à quitter la ville pour les banlieues new-yorkaises. Achevé en 1928, il comprend aujourd'hui douze bâtiments et quelque 5 000 résidents. Exclusivement financée par des fonds privés, Tudor City représentait une tentative de renouvellement du paysage urbain.
On y compte 12 immeubles qui abritent 3 000 appartements, un hôtel de 600 chambres, un bureau de poste, des magasins et des jardins privés. En outre, Tudor City fut érigée dans un quartier fréquenté, à la fin du XIXe siècle, par des criminels et des bandes de gangsters. À cette époque le quartier s'industrialisa : des usines, des brasseries et des abattoirs s'y installèrent. Les immeubles les plus luxueux de Tudor City furent bâtis "le dos tourné" à ce qui était alors un quartier déplaisant.